# تابو لی روشرو
پاسکال-امانوئل سیناموی تابو (۱۳ نوامبر ۱۹۴۰ – ۳۰ نوامبر ۲۰۱۳)،   که عموما با نام هنری تابو لی روشرو شناخته می‌شود، خواننده و ترانه‌سرا رومبای آفریقایی اهل جمهوری دموکراتیک کنگو بود. او رهبر ارکستر آفریسا اینترنشنال و همچنین یکی از تأثیرگذارترین خواننده‌ها و ترانه سرایان پرکار آفریقا به شمار می‌رفت. همراه با گیتاریست دکتر نیکو کاساندا ، تابو لی پیشگام سوکوس (رومبای آفریقایی) بود و موسیقی خود را با ادغام عناصر موسیقی محلی کنگو با رومبای کوبا ، کارائیب و آمریکای لاتین بین‌المللی کرد. او به عنوان "شخصیت کنگویی که همراه با موبوتو ، تاریخ قرن بیستم آفریقا را رقم زد" توصیف شده است.  لس آنجلس تایمز نیز به او لقب " الویس آفریقایی" داده بود.  پس از سقوط رژیم موبوتو، تابو لی نیز حرفهٔ سیاست را دنبال کرد. حرفه موسیقیایی او به موازات دیگر رهبر بزرگ رومبای کنگو و رقیب فرانکو لوامبو ماکیادی بود که گروه تی‌پاک جاز را در دهه‌های 1960، 1970 و 1980 مدیریت می‌کرد.